# Prados de San Juan
Prados de San Juan är en ort i Mexiko, tillhörande kommunen Acolman i delstaten Mexiko. Prados de San Juan ligger i den centrala delen av landet och tillhör Mexico Citys storstadsområde. Orten hade 3 081 invånare vid folkräkningen 2010.